# Firat Tuncer
Firat Tuncer (* 25. Februar 1995 in Köln) ist ein türkisch-deutscher Fußballspieler.

## Karriere

### Verein
Tuncer begann seine Karriere beim 1. FC Köln. Nachdem er zunächst unter anderem für die B- und die A-Junioren gespielt hatte, debütierte er im August 2013 für die Zweitmannschaft der Kölner in der Regionalliga, als er am vierten Spieltag der Saison 2013/14 gegen Alemannia Aachen in der 68. Minute für Steffen Schäfer eingewechselt wurde. Im Laufe der Saison absolvierte er noch drei weitere Partien für Köln II. In den folgenden beiden Saisonen war Tuncer Stammspieler bei den Kölnern. Nach der Saison 2015/16 verließ er den Verein.
Nachdem er ein halbes Jahr vereinslos gewesen war, wechselte Tuncer im Januar 2017 zum österreichischen Zweitligisten SC Austria Lustenau, bei dem er einen bis Juni 2018 gültigen Vertrag erhielt. Sein Debüt in der zweiten Liga gab er im Februar 2017, als er am 21. Spieltag der Saison 2016/17 gegen den Floridsdorfer AC in der Startelf stand.
Zur Saison 2019/20 kehrte er nach Deutschland zurück und wechselte zum Regionalligisten SC Fortuna Köln. Für die Fortuna kam er zu 22 Regionalligaeinsätzen. Im September 2020 wechselte er zum ebenfalls viertklassigen ZFC Meuselwitz.

### Nationalmannschaft
Tuncer debütierte im November 2012 gegen die Niederlande für die türkische U-18-Auswahl. In weiterer Folge absolvierte er bis März 2013 noch sechs weitere Partien für die türkische U-18-Nationalmannschaft.

## Erfolge
- 1× DFB-Junioren-Vereinspokalsieger (2012/13) mit dem 1. FC Köln[4]